# Eucypris pestai
Eucypris pestai is een mosselkreeftjessoort uit de familie van de Cyprididae. De wetenschappelijke naam van de soort is voor het eerst geldig gepubliceerd in 1931 door Graf.